# Ponte Pedro Ivo Campos
A ponte Pedro Ivo Campos é uma das três pontes que ligam a Ilha de Santa Catarina ao continente, tendo sido a última construída. Localiza-se em Florianópolis, a capital do estado de Santa Catarina.
Assim como as demais pontes da cidade, seu nome é uma homenagem a um governador, Pedro Ivo Campos, falecido durante o mandato (em 27 de fevereiro de 1990), antes da inauguração da ponte em 8 de março de 1991. Possui quatro pistas no sentido ilha.
A terceira ponte não era prioridade para o governo da época, porém, passou a ser o foco com a interdição da Ponte Hercílio Luz. Das três pontes que ligam a Ilha de Santa Catarina ao continente, foi a que levou mais tempo para ser construída. As obras começaram no ano de 1982; a inauguração ocorreu nove anos depois, em 8 de março de 1991. Foi inaugurada incompleta, sem passarelas ou pintura externa.
O design da ponte foi baseado no projeto da Colombo Salles, mas com o vão central em aço, o que facilitou o financiamento pelo BNDES, na época chamado BNDE.